# Relativisme factuel
Le relativisme factuel (également appelé relativisme épistémique, relativisme épistémologique ou encore relativisme cognitif) est un moyen de raisonner, où les faits utilisés pour justifier des propositions sont considérés comme relatifs et subjectifs aux yeux de ceux qui prouvent ou falsifient la proposition.

## Points de vue
Une école de pensée compare les connaissances scientifiques à la mythologie d'autres cultures, arguant que ce n'est que l'ensemble des mythes de notre société basés sur des hypothèses sociétales. Pour soutenir, les commentaires de Paul Feyerabend dans Contre la méthode selon lesquels « les similitudes entre la science et le mythe sont vraiment étonnantes » et « La science du premier monde est une science parmi beaucoup » (extrait de l'introduction) sont parfois cités, bien qu'on ne soit pas certain que Feyerabend veut qu'il soit pris au sérieux.
Le programme fort dans la sociologie de la connaissance est (d'après David Bloor) « impartial en ce qui concerne la vérité et le faux ». Ailleurs, Bloor et Barry Barnes ont déclaré: « Pour le relativiste [comme nous], il n'y a pas de sens à l'idée que certaines normes ou croyances sont vraiment rationnelles en tant que telles »,.
Yves Winkin, un professeur en science de l'information et communication, a répondu à un procès dans lequel deux témoins ont témoigné de manière contradictoire en disant au journal Le Soir qu'« Il n'y a pas de vérité transcendante. [...] Il n'est pas surprenant que ces deux personnes représentent deux univers professionnels très différents, devraient chacun énoncer une vérité différente. Cela dit, je pense que, dans ce contexte de responsabilité publique, la commission ne peut que procéder comme elle l'est. »

Le philosophe en science Gérard Fourez a écrit que « Ce qu'on appelle généralement un fait, c'est une interprétation d'une situation que personne, du moins pour l'instant, ne veut remettre en question ».
L'archéologue britannique Roger Anyon a déclaré au New York Times que « la science n'est qu'une des nombreuses manières de connaître le monde [...] La vision du monde de Zuni est tout aussi valable que le point de vue archéologique de la préhistoire ». 

## Critiques
Le relativisme factuel a notamment été critiqué par des philosophes analytiques et par des scientifiques.
Le cosmologue Stephen Hawking dans The Grand Design a préconisé le réalisme indépendant du modèle, qui s’apparente à une position relativiste, afin de concilier les incohérences entre différentes itérations de la théorie M.
Le livre de Larry Laudan Science and Relativism décrit les différents points de vue philosophiques sur le sujet sous la forme d'un dialogue.